# 比先
比先，是西班牙阿拉贡自治区韦斯卡省的一个市镇。总面积14平方公里，总人口116人（2018年），人口密度9人/平方公里。